# Mnogosemenski plod
Mnogosemenski plod je plod, ki vsebuje več semen. Semena in plodnica se razvijajo hkrati in število in velikost oplojenih semenskih zasnov določa velikost rasti ploda. Če je veliko semen, bo plodnica zelo nabreknila, tako kot lubenica ali buča. Če se semena majhna in jih je malo, plod ne bo zelo velik, npr. jabolko. Vendar bo zagotovo dovolj velik in bo imel dovolj hranilnih snovi za podporo vsem semenom znotraj ploda pri njihovem razvoju.
Mnogosemenski plod je lahko:
- jagoda – zaprti plod s sočnim osemenjem
- sejalni plodovi, ki imajo suho osemenje in semena iztrosijo
- pečkati plodovi ...

## Galerija
- Vrtni mak (Papaver somniferum); mnogosemenska glavica, ki se odpira z majhnimi luknjicami, skozi katere se osipavajo drobna semena.
- Paprika (Capsicum annuum); mnogosemenska votla jagoda
- Jabolko plod jablane (Malus domestica)); pečkat plod